# 夜泳
《夜泳》（英語：Nightswimming）是美国奇幻电视剧《异度觉醒》的第8集，于2012年4月19日通过全国广播公司在美国首播。节目由伦纳德·张和执行制作人戴维·霍姆斯共同编剧，另一位执行制作人杰弗瑞·雷纳执导，首播的尼尔森收视率成绩为0.9，有约280万美国观众收看。评论界对这集的反响褒贬不一。
《异度觉醒》的剧情围绕警探迈克尔·布里顿展开，他从一次车祸后开始在两个相互独立的现实世界中生活，并以手上的腕带颜色来分辨自己身处的世界。红色腕带代表的现实世界中妻子汉娜·布里顿得以在车祸中存活下来，而绿色腕带代表的现实世界中幸存的则是儿子雷克斯·布里顿。在这一集里，进入证人保护计划的马库斯·安南耶夫受到黑帮分子追杀，迈克尔在“绿色现实”中帮马库斯和夫人阿丽娜·安南耶夫开始新的生活；而在“红色现实”中，迈克尔和汉娜决定搬到俄勒冈州开始新生活并为此做准备，两人还到某大学的游泳池裸泳，庆祝他们的爱情。
多位评论员称赞本集“红色现实”的剧情，但对“绿色现实”的部分不以为然。雷克斯、乔纳森·李医生和朱迪思·埃文斯医生都没有在这集中露面，这在节目开播以来尚属首次。本集虽然已是《异度觉醒》的第8集，但原计划是作为第5集。节目中采用的歌曲是奥蒂斯·雷丁的《心中的痛》。迈克尔在这集里有两个没穿衣服的镜头，其中一个就是在校园中的游泳池拍摄，当时附近还有一名女性为此对詹森·艾萨克表示不满。评论界对剧集中的多个主题进行分析。与《异度觉醒》的其它剧集一样，本集同样是在加利福尼亚州的洛杉矶取景，另外，共有8名演员在这集裡客串出镜。

## 剧情

### 背景
迈克尔·布里登（Michael Britten，詹森·艾萨克饰）是洛杉矶警察局警探，他和家人遭遇了一起致命的交通事故。此后，迈克尔开始在两个相互独立的现实世界中生活，为了分辨自己到底身在哪个世界，他还在手上绑有不同颜色的腕带。红色腕带表明夫人汉娜·布里娜（Hannah Britten，劳拉·爱伦饰）在车祸后幸存，绿色腕带则代表儿子雷克斯·布里登（Rex Britten，迪兰·明奈特饰）活了下来。迈克尔只能用腕带来分辨两个世界，但并不知道到底哪个世界才是真的。
迈克尔在两个现实中分明由不同的治疗师诊治，在警局与他合作的搭档也不一样。“红色现实”中的治疗师叫乔纳森·李（Jonathan Lee，黃榮亮饰），警局的搭档是警探埃弗雷姆·维加（Efrem Vega，维尔摩·瓦尔德拉玛饰）；“绿色现实”中的治疗师是朱迪思·埃文斯（Judith Evans，切莉·琼斯饰），警局搭档则是警探以赛亚·“伯德”·弗里曼（Isaiah "Bird" Freeman，史蒂夫·哈里斯饰）。车祸发生后，汉娜和迈克尔在红色现实中继续原本迁居俄勒冈州的计划。

### 情节
本集剧情从“红色现实”开始，两名警官正在车上交谈时接到报告，称有人闯入当地某高校的游泳池。警官赶到现场后看到一名男子光着身子从游泳池旁跑开，于是追了上去，并要求对方站住，该男子停下后亮出证件，原来他是洛杉矶警察局的迈克尔·布里登警探。镜头切换到“绿色现实”，会计师马库斯·安南耶夫（Marcus Ananyev，以利亚·亚历山大饰）从家里出来并打了个电话，然后准备开车离去，但就在这时他发现汽车发动机上装有一枚炸弹，马库斯立刻跑开，炸弹很快就爆炸了。到了警察局后，迈克尔和伯德安慰马库斯，保证会保护好他。马库斯的夫人阿丽娜（Alina，阿耶莱特·祖里尔饰）来到警局，马库斯告诉她之前发生的事。过了一会儿，迈克尔和伯德把马库斯和阿丽娜带到酒店暂避。镜头又切换到红色现实，迈克尔发现汉娜已经开始收拾东西，为迁居俄勒冈州做准备。不久后，迈克尔带搭档维加和机密线人杰克（Jake，斯蒂夫·劳伦斯饰）碰面，希望两人会在自己离开后继续合作。杰克不大愿意同维加合作，但没有透露原因，不过他告诉两名警探一条与某仓库有关的线索。
当晚，迈克尔、维加和特警队在仓库外守候，但却没有任何人出现，维加怀疑杰克给的是假情报。镜头再度切换到绿色现实，迈克尔得知阿丽娜在半夜离开后赶到酒店，马库斯警告迈克尔和伯德，要是他们找不到阿丽娜，他就会主动去找黑帮老大马克西姆·巴萨耶夫（Maxim Basayev）。迈克尔回到警局对证据进行分析，然后决定和伯德去找马库斯下塌酒店的工作人员，看是否能获得有用的线索。之后，两名警探前往阿丽娜朋友格雷格·霍兰德（Greg Hollander，朗·迈伦德兹饰）的家，希望能从他嘴里知道一些可能与阿丽娜下落有关的线索，但却没有找到他。格雷格这时被黑帮分子绑在家里，他在两名警探离开前设法踢倒桌子，伯德和迈克尔听到后冲进门，两名黑帮成员被伯德开枪打死。迈克尔和伯德从格雷格口中得知，安南耶夫夫妇早已渐行渐远。迈克尔在海滩上找到阿丽娜，两人谈到马库斯和之前发生的事。迈克尔告诉阿丽娜，她完全有机会重新开始。镜头换回红色现实，杰克表示，他愿意和维加一起去吃顿晚饭，创造机会了解彼此。当晚，迈克尔和汉娜前往一所高校的游泳池裸泳，庆祝两人的爱情。

## 制作

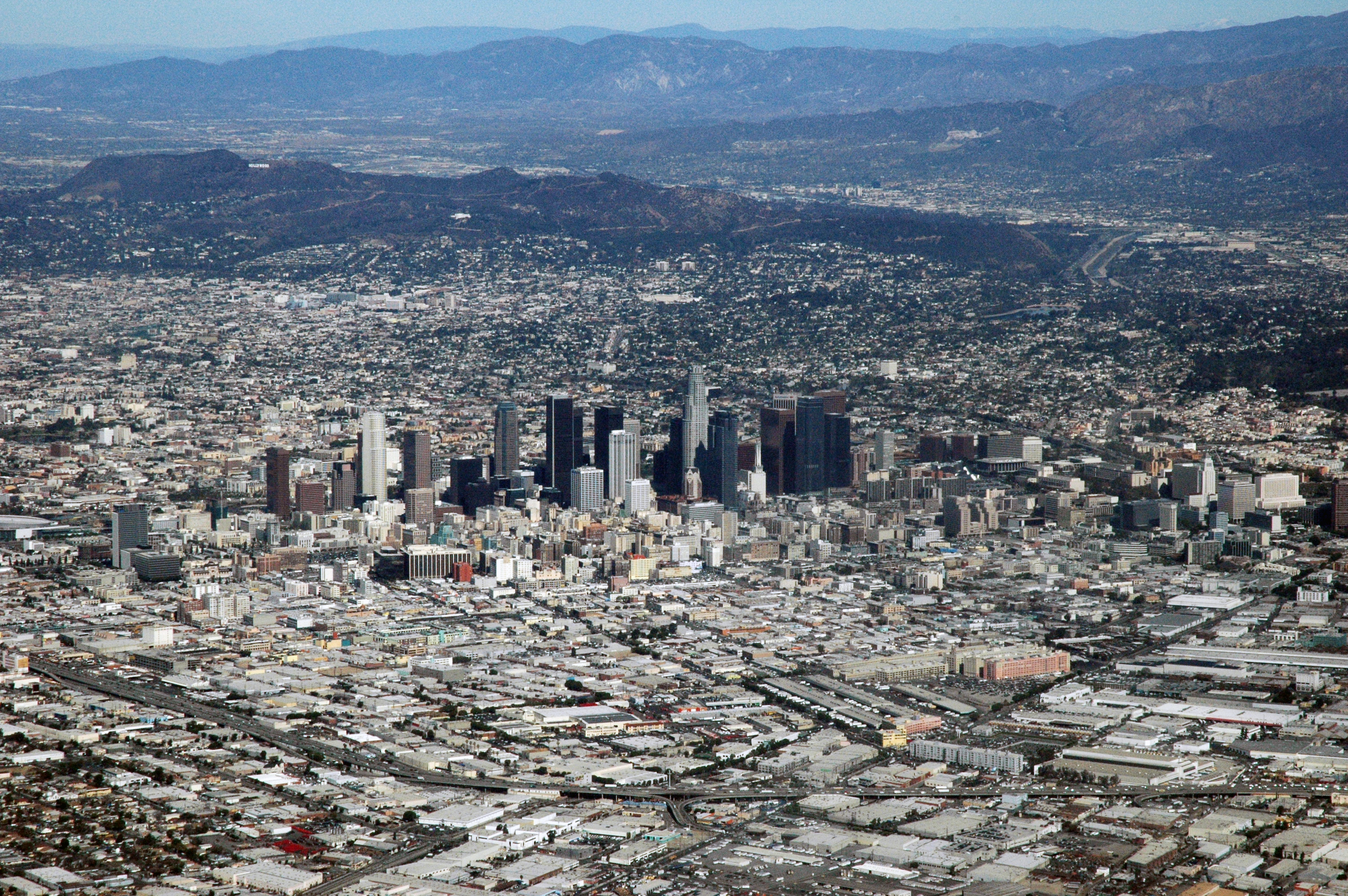
与《异度觉醒》的其它剧集一样，《夜泳》也是在加利福尼亚州的洛杉矶取景。

《夜泳》由伦纳德·张（Leonard Chang）和执行制作人戴维·霍姆斯（Davey Holmes）共同编剧，这是张首次为《异度觉醒》编剧，之后他还会为《跟我的小朋友说声好》和最后一集《龟驮龟》（Turtles All the Way Down），霍姆斯则创作了《两只鸟》（Two Birds）的剧本。另一位执行制作人杰弗瑞·雷纳（Jeffrey Reiner）出任导演，这已经是他第3次执导《异度觉醒》剧集，前两次分别是第2集《小家伙》（The Little Guy）和第3集《内疚》（Guilty）。斯图尔特·布拉特（Stuart Blatt）出任本集的艺术指导设计师，剧集的音乐则由托德·戴斯罗士（Todd Desrosiers）编辑。
节目在美国首播时的评级为TV-14，虽然从实际播出顺序来看这已是《异度觉醒》的第8集，但按计划这本应是第5集，只是全国广播公司决定调整播出次序。《夜泳》的制作代码是“106”，雷克斯、乔纳森·李医生和朱迪思·埃文斯医生都没有在本集里露面，这在节目开播以来尚属首次。共有8名演员在这集客串出镜，女演员劳拉·伊内斯（Laura Innes）继续饰演迈克尔的顶头上司特里西娅·哈珀（Tricia Harper），扮演杰克的劳伦斯是唯一一次在《异度觉醒》中露面；以利亚·亚历山大（Elijah Alexander）、阿耶莱特·祖里尔（Ayelet Zurer）、朗·迈伦德兹（Ron Melendez）、亚沙·布莱克曼（Yasha Blackman）、迈克尔·霍顿（Michael Holden）和埃马纽埃尔·托多罗夫（Emmanuel Todorov）分别在剧中诠释马库斯、阿丽娜、霍兰德、瓦西里（Vasily）、夏皮罗（Shapiro）和亚历山大（Alexander），这也是他们唯一一次参加《异度觉醒》的演出。剧中采用的歌曲是奧蒂斯·雷丁的《心中的痛》（Pain in My Heart），其中迈克尔没穿衣服的一场戏就是以这首歌为背景音乐。
与《异度觉醒》的其它剧集一样，《夜泳》也是在加利福尼亚州的洛杉矶取景。节目拍摄期间，詹森·艾萨克想到个自觉很风趣的主意：在拍汉娜和迈克尔裸泳的戏段时光着屁股从楼梯上走下来，但他也知道，此举有可能会违反电视台的审查规则。剧中一组镜头是在真实的校园游泳池取景，当时有位女性走上前，问艾萨克是不是没穿衣服，艾萨克回答他并非全裸，因为“生殖器部位有小片布料遮挡”，这位女士于是称：“那就是没穿衣服”，“我（都）能看到你的屁股缝儿了”。为此艾萨克也“用小片布料把屁股缝挡住”。接下来，他在镜头拍完后跑上楼梯，导致只用一块密封胶带粘住的布料脱落，之前那位女士对此“怒不可遏”。艾萨克原以为剧组会不得不剪掉这段镜头，但实际情况并非如此，对此他非常高兴。

## 主题

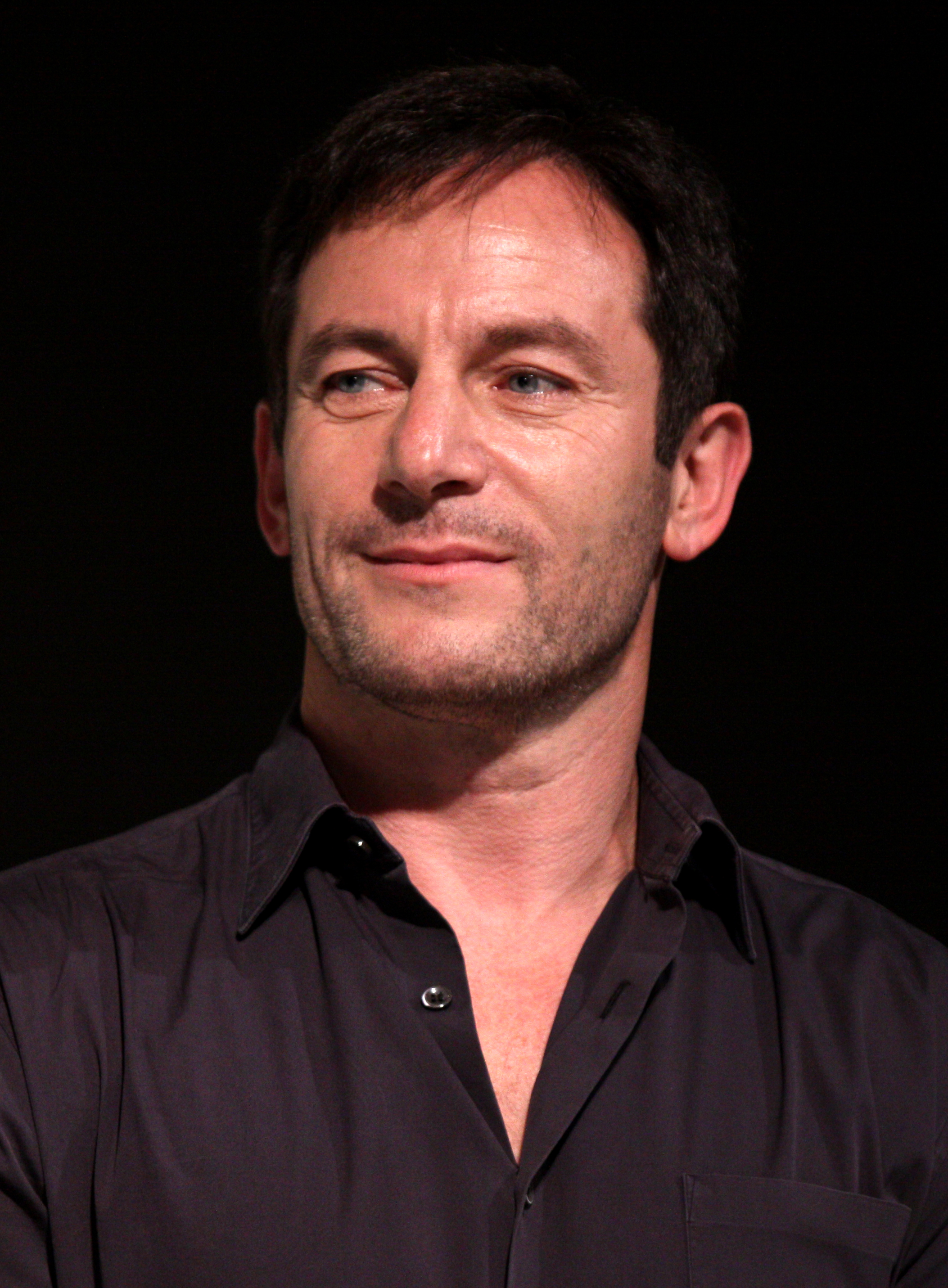
詹森·艾萨克在本集主题中所起的作用是评论界探讨的话题之一

《夜泳》继续《异度觉醒》关键主题元素的同时，也加入了新的主题元素，不过这些元素对整个剧情的走向没有直接影响。网站的马特·福勒（Matt Fowler）认为，本集剧情给人的整体感受“冗长而迂回”，迫使迈克尔“下定决心和汉娜一起迁居俄勒冈州”。在他看来，由于雷克斯没有出场，所以这集的“绿色现实”看起来更像梦境。福勒还在评价下一集《比赛日》（Game Day）时表示，他原以为马库斯车上的炸弹是阿丽娜搞鬼，以为剧情会以阿丽娜被捕结束。阿兰·塞平沃尔（Alan Sepinwall）在撰文指出，迈克尔深爱汉娜，所以决定正视她搬家的愿望，但到了第10集《滞水》（Slack Water）中，布里顿夫妇又因个人方面顾虑决定暂不搬家。
塞平沃尔指出，迈克尔和马库斯的个人处境有明显相似之处。《影音俱乐部》主编扎克·汉德伦（Zack Handlen）称，《异度觉醒》继续将故事情节以惯常手段联系起来，还找到新的方法为剧情加入更为深层的含义。另一位评论家凯文·约曼（Kevin Yeoman）认为，这集的主题是“让两个本已渐行渐远的人重新走到一起”，在他看来，《夜泳》以悲伤和乐观同剧集中更大的谜团取得平衡，只不过在份量上还不及节目的其它剧集。约曼还认为，本集旨在让观众理解汉娜和迈克尔的特别之处，在他看来，节目的其它大部分剧集里两人间的化学效应都不及《夜泳》强烈。
面对“红色现实”和“绿色现实”到底哪个才是真的这一问题，（意为“电视狂热”）网站的尼克·麦克哈顿（Nick McHatton）选择红色现实，因为他“很高兴能看到汉娜和迈克尔相爱的原因”。汉德伦则认为，《异度觉醒》在独立的各剧集上总体表现出色，但每一集感觉更像是相互独立的故事。他觉得观看剧集的过程中可以感到紧张和危险程度略有加大，还会出现一些有关阴谋的暗示，迁居俄勒冈州的威胁也不断加剧。（意为“极客书斋”）网站的卡罗琳·普里斯（Caroline Preece）一度以为，本集中看似随兴的裸露镜头之后会同剧集的核心谜团联系起来，但后来发现这就只是迈克尔和汉娜的一次裸泳。普里斯和麦克哈顿都认为，布里顿夫妇通过这集再度变得亲密。普里斯还觉得本集中没有雷克斯出场，所以观众有机会进一步了解汉娜。

## 播映和反响
《夜泳》于2012年4月19日通过全国广播公司在美国首播，同年6月22日又通过天空大西洋频道在英国首播。从尼尔森收视率数据来看，节目在美国首播期间吸引了约280万观众，在18至49岁年龄段人群中的收视率为0.9/2，这意味着全美有0.9%的该年龄段人群观看节目首播，而当时有看电视的18至49岁观众群则有2%选择收看《夜泳》。英国共有28.7万观众收看本集首播，在天空大西洋频道这周的所有节目中排名第2，仅次于《变性双面杀手》。

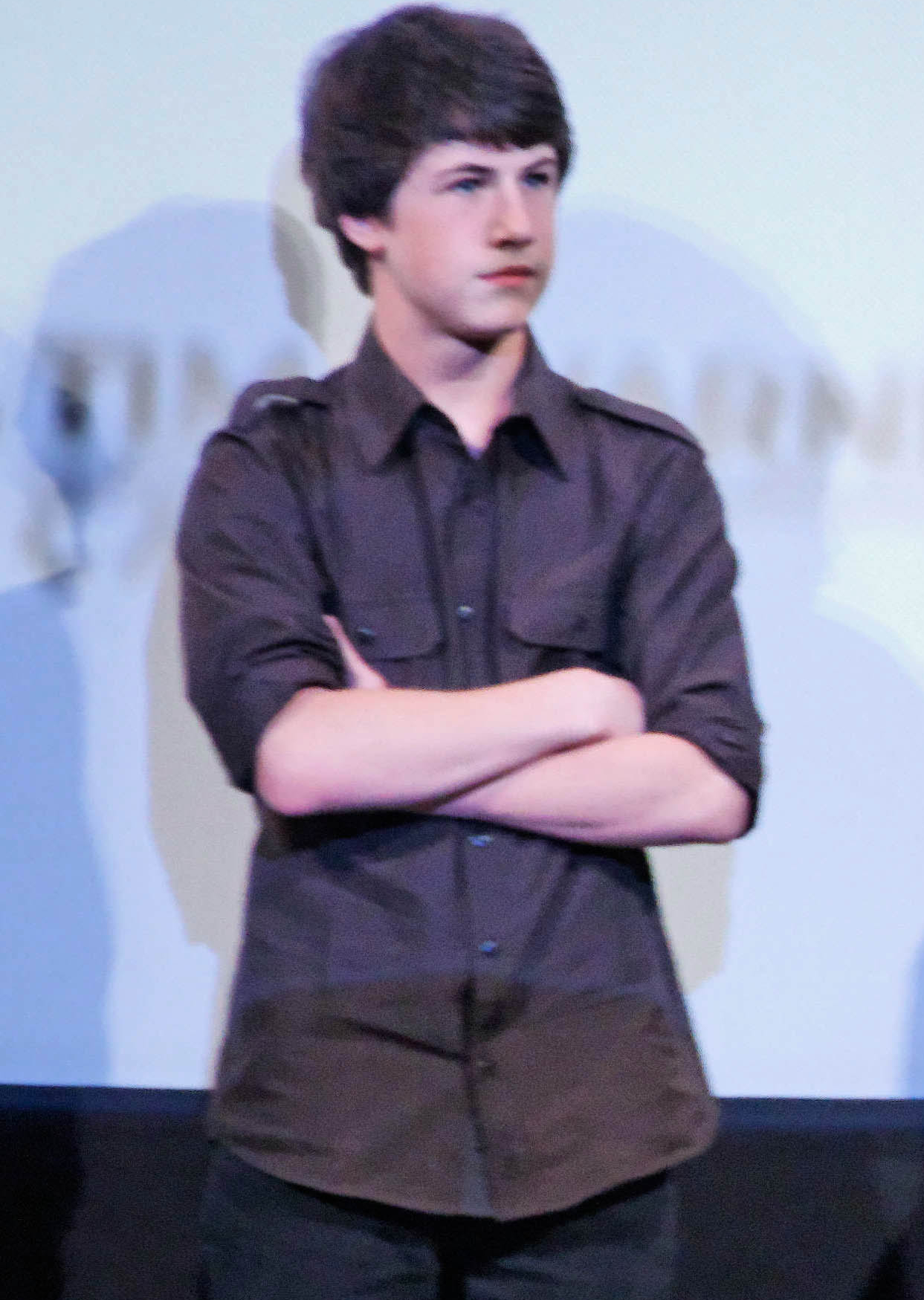
多位评论员对迪兰·明奈特饰演的雷克斯一角没有在本集露面感到失望

本集所获评价褒贬不一。塞平沃尔对“绿色现实”的整体剧情感到失望，称这集哪怕只有“红色现实”也“完全没有任何问题”。汉德伦则认为红色现实是本集必不可少的核心。塞平沃尔称绿色现实的故事情节很无聊，汉德伦也觉得马库斯和阿丽娜的情节无关紧要，在他看来根本就不必要把客串演员的剧情描写得这么详细。塞平沃尔和汉德伦都对雷克斯没有在《夜泳》中出现感到失望，汉德伦还称赞雷克斯是“讨人喜欢的少年”，认为他理应有更多出场时间。
塞平沃尔在评论中称，《异度觉醒》之前剧集里的客串人物剧情处理得很好，迈克尔经手的这些案件都有足够吸引力，让观众对案件调查感兴趣，编剧对客串角色的戏份把握恰到好处，不至于牵涉太多不必要的细节，但情况到这集时发生了变化。另外，维尔摩·瓦尔德拉玛和斯蒂夫·劳伦斯给人的感觉也很不搭。汉德伦给予本集的评分为“+”，对红色现实的剧情发展较为满意，还觉得迈克尔一角的行为合乎情理，杰克则让他想到艾尔·帕西诺在《忠奸人》（Donnie Brasco）裡的演出。塞平沃尔也对劳伦斯饰演的杰克有正面评价。
福勒对《夜泳》中没有涉及迈克尔的挣扎、问题，以及接受治疗的过程感到失望，而且对剧中选择的歌曲《心中的痛》颇有微词，认为的歌曲（与本集电视剧的英语片名相同）才是更合适的选择。他将本集同《异度觉醒》的其它剧集对比，觉得其它剧集中就有更多的阴谋诡计和情感问题。普里斯同样认为红色现实的故事情节比绿色现实更吸引人，觉得这集表现疲软，给她的整体感观沉闷而古怪，对整部电视剧的核心谜团和剧情发展没有任何推动。不过，普里斯虽然一度声称自己对《异度觉醒》有些失去耐性，但还是对之后的剧集充满期待。
福勒批评《夜泳》一开始就花了15分钟描述马库斯和阿丽娜的生活，但对本集的最后一个镜头感到满意。他对这集的总体评分为7.5（最高为10），虽然尚属“良好”，但已比另外12集都低。普里斯认为节目与之前的剧集相比缺少多种关键元素，虽然迈克尔和汉娜关系让人觉得很可爱，但节目中的小失误却是《异度觉醒》无法承受的。麦克哈顿在评论中称，《夜泳》中“没有阴谋，没有杀手，甚至连谋杀都没有”，只是个影射迈克尔家庭生活的程序案件。不过，他对迈克尔和汉娜的关系颇有好感，很高兴能看到两人再度走近彼此，他对本集的整体评分为4.5（最高为5）。约曼认为《夜泳》中开始加入“一定量的奇思妙想”，并不像通常所做的那样以主要人物开始和结束。